# كريستين ديميتر
قُتلت كريستين ديميتر (18 يوليو1973) في مرآب منزلها في ميسيسوجا، أونتاريو بكندا، عن عمر يناهز 33 عامًا. أثارت القضية الرأي العام وأخذت الكثير مِن الاهتمام في كندا ذلك لأن ديميتر كانت عارضة أزياء جميلة وكان قتلُها غامضًا نوعًا ما.
تم التحقيق في القضية من قبل المُخبر ويليام تيجارت من شرطة بييل الإقليمية. ولقد تم إدانة زوج ديميتر (بيتر ديميتر) بأنه عين قاتل أجير لقتلها ليحصل علي بوليسة التأمين الخاصة بها والتي كانت تبلغ قيمتها مليون دولار. وقد حكم عليه بالسجن مدى الحياة وتم تنفيذ الحكم اعتبارًا من 31 مايو 2010، ولا يزال بيتر ديميتر حتي الآن في السجن في أونتاريو ويبلغ من العمر 77 عامًا.
ولقد قام جورج جوناس وزوجته باربارا أمييل بنشر كتاب عن تلك القضية، وتم إصدار هذا الكتاب بعنوان «أشخاص مجهولون: الموت الغامض لكريستين ديميتر 1976».
ألهمت تلك القضية المخرج (موراي ماركويتز) للعمل علي فيلم «أفتقدك، عناق وقبلات»، عام 1978. تمت إعادة تسمية الضحية باسم (ماجدليني كروشين) ولعبت الدور الممثلة الألمانية (إلكي سومر).